# 修羅托
修羅托（Xolotl）是阿茲特克的火神、雷神。代表双子、怪物、奇形等，引導亡者之魂前往冥界，也和球戲有關。修羅托的典型形象是狗頭的男性、骸骨或畸形的野獸。

## 脚注
1. ↑  Sahagun, Bernardino de (1950-82): book2. p. 239.
2. ↑  . World History Encyclopedia.